# デイヴィッド・ウェーバー
デイヴィッド・マーク・ウェーバー （David Mark Weber、1952年10月24日 - ）は、アメリカ合衆国の小説家、SF作家。オハイオ州クリーブランド出身。現在は妻と3人の子と多数の犬と共にサウスカロライナ州グリーンビル在住。

## 来歴
1991年に作家デビュー。1993年から発表している海洋冒険小説のスタイルを踏襲したSF小説「オナー・ハリントン・シリーズ」で高い評価を受けている。 
以前は小さな広告代理店を経営していたが、現在は専業作家となっている。

## 作家活動
日本に紹介されている作品はいずれもミリタリーSFだが、他にもハイ・ファンタジー、スペースオペラ、歴史改変SFなどの作品がある。それでも、多くの作品が軍事（特に海軍）をテーマとしている。かつて男性のみによって占められていた役割を女性に割り当てるなどして、軍隊や政治の中で女性が直面している挑戦を描いている。描かれる社会は一貫して理性的なテクノロジー社会である。
軍事史愛好家でもあり、その歴史愛好熱は作品にも表れている。どの時代が好きということはないが、いつの時代でも軍事と外交に主に興味があるという。
5年生のころ小説を書き始めた。初めて商業出版された長編小説は、ウォー・シミュレーションゲームStarfireのデザイナーを務めた副産物として生まれた。ウェーバーは登場人物の背景をかなり詳細に掘り下げて人物を作り上げることが多い。また、執筆は夕方以降に行うことが多い。
ウェーバーはSF大会などに招待された場合は極力出席するようにしている。これは、読者と直接会うことで有益なフィードバックが得られるからだという。また、そうして出会ったファンの名を作品に登場させることもある。

## オナー・ハリントン
最も有名な作品は、星間帝国マンティコアの女性軍人オナー・ハリントンの活躍を描いた『オナー・ハリントン・シリーズ』である。近年では同時期の他の人々の活躍を中心に描き、オナー・ハリントンも登場する『Crown of Slavesシリーズ』や『Saganamiシリーズ』、300年前のオナーの先祖の活躍を描いた『ステファニー・ハリントン・シリーズ』、同じく300年前のマンティコア航宙軍勃興期を描く『Manticore Ascendantシリーズ』も執筆されている。これらのシリーズの内容は相互に補完し合い絡み合うので、合わせて読むことが勧められる。

## 作品リスト
- 「紅の勇者オナー・ハリントン・シリーズ」早川書房＜ハヤカワ文庫SF＞

1. 『新艦長着任！』 (On Basilisk Station)
2. 『グレイソン攻防戦』 (The Honor of the Queen)
3. 『巡洋戦艦＜ナイキ＞出撃！』 (The Short Victorious War)
4. 『復讐の女艦長』 (Field of Dishonor)
5. 『航宙軍提督ハリントン』 (Flag in Exile)
6. 『サイレジア偽装作戦』 (Honor Among Enemies)
7. 『囚われの女提督』 (In Enemy Hands)
8. 『女提督の凱旋』 (Echoes of Honor)
9. （未訳） (Ashes of Victory)
10. （未訳） (War of Honor)
11. （未訳） (At All Costs)
12. （未訳） (Mission of Honor)
13. （未訳） (A Rising Thunder)
14. （未訳） (Uncompromising Honor

- オナー・ハリントン関連のCrown of Slaves シリーズ(Eric Flintとの共著)

1. (未訳) (Crown of Slaves) with Eric Flint
2. (未訳) (Torch of Freedom) with Eric Flint
3. (未訳) (Cauldron of Ghosts) with Eric Flint
4. (未訳) (To End in Fire) with Eric Flint

- オナー・ハリントン関連のShadow シリーズ

1. (未訳) (The Shadow of Saganami)
2. (未訳) (Storm from the Shadows)
3. (未訳) (Shadow of Freedom)
4. (未訳) (Shadow of Victory)

- オナー・ハリントン関連のアンソロジー(多数の著者による)

1. (未訳) (More Than Honor)
2. (未訳) (Worlds of Honor)
3. (未訳) (Changer of Worlds)
4. (未訳) (The Service of the Sword)
5. (未訳) (In Fire Forged)
6. (未訳) (Beginnings)
7. (未訳) (What Price Victory?)
8. (未訳) (Challenges)

- オナーの先祖ステファニー・ハリントンを主人公としたThe Star Kingdomシリーズ

1. (未訳) (A Beautiful Friendship)
2. (未訳) (Fire Season) (Jane Lindskoldとの共著)
3. (未訳) (The Treecat Wars) (Jane Lindskoldとの共著)
4. (未訳) (A New Clan) (Jane Lindskoldとの共著)
5. (未訳) (Friends Indeed) (Jane Lindskoldとの共著)

- オナーの故郷マンティコア王国勃興期を描いたThe Manticore Ascendant シリーズ

1. (未訳) (A Call to Duty ) (Timothy Zahnとの共著)
2. (未訳) (A Call to Arms) (Timothy Zahn、Thomas Popeとの共著)
3. (未訳) (A Call to Vengeance) (Timothy Zahn、Thomas Popeとの共著)
4. (未訳) (A Call to Insurrection) (Timothy Zahn、Thomas Popeとの共著)

- オナー・ハリントン・シリーズにマイナー・キャラクターを加えた別伝

1. (未訳) (Toll of Honor)

- 「反逆者の月」シリーズ 早川書房＜ハヤカワ文庫SF＞

1. 『反逆者の月』(Mutineer's Moon)
2. 『反逆者の月 2 帝国の遺産』(Armageddon Inheritance)
3. 『反逆者の月 3 皇子と皇女』（上・下） (Heirs of Empire)

- 「セーフホールド戦史」シリーズ 早川書房＜ハヤカワ文庫SF＞

1. 『オペレーション・アーク』1,2,3 (Off Armageddon Reef(2007))
2. (未訳) (By Schism Rent Asunder(2008))
3. (未訳) (By Heresies Distressed(2009))
4. (未訳) (A Mighty Fortress(2010))
5. (未訳) (How Firm a Foundation(2011))
6. (未訳) (Midst Toil and Tribulation(2012))
7. (未訳) (Like a Mighty Army(2014))
8. (未訳) (Hell's Foundations Quiver(2015))
9. (未訳) (At the Sign of Triumph(2016))
10. (未訳) (Through Fiery Trials(2019))